# Llau de l'Ancantra
La llau de l'Ancantra és una llau afluent de la Noguera Pallaresa per la dreta. Discorre totalment dins de l'antic terme de Guàrdia de Tremp, actualment pertanyent a Castell de Mur, del Pallars Jussà, en l'àmbit del poble de Cellers.
El seu origen és al vessant de ponent del Serrat Curt, des d'on davalla cap al nord-nord-est, en un traçat bastant recte que va a cercar l'extrem meridional de les Cases de l'Estació, barri de Cellers, on s'aboca en la Noguera Pallaresa, al Pantà dels Terradets. És un barranc que davalla del vessant septentrional de la Serra del Montsec.